# Space Cowboy
Nick Dresti, művésznevén Space Cowboy egy brit DJ és zenei producer. Leginkább mint Lady Gaga egyik producere ismert. Az énekesnő The Fame Ball turnéjában is közreműködött.

## Életrajz

### A karrier kezdete (1996–2006)
Nick Dresti (teljes nevén: Nicolas Jean-Pierre Dresti) DJ Supreme művésznéven kezdte zenei pályafutását. 2003-ban kiadta Across the Sky, 2005-ben Big City Nights című albumát. Két száma, a Tha Wildstyle és a The Horns Of Jericho felkerült a brit Top 40 slágerlistára.

### Digital Rock,Digital Rock Star(2007–)
2007-ben Space Cowboy kiadta harmadik, Digital Rock című nagylemezét. Az albumról kislemezként kiadásra került a My Egyptian Lover, amelyben Nadia Oh női rapper is közreműködött.
Space Cowboy 2007 közepén szerződést kötött az amerikai Interscope-hoz tartozó Cherrytree Records-szal. A kiadó újra megjelentette a Digital Rock albumot RedOne produceri közreműködésével.
2008-ban Space Cowboy ismét együtt dolgozott Nadia Oh-val: ő volt Nadia Hot Like Wow című albumának producere. Az album 33. lett az amerikai iTunes listán.
Szintén 2008-ban Space Cowboy Lady Gaga DJ-jeként kezdett el dolgozni, illetve az énekesnő két számában is közreműködött: a Starstruck című számban (Flo Rida-val együtt), amely Gaga debütáló albumára, a The Fame-re került, illetve a promóciós kislemezként megjelentetett Christmas Tree-ben. A The Fame albumot népszerűsítő The Fame Ball turnén is részt vett; ő szolgáltatta a zenét az énekesnő koncertjein. Space Cowboy több számának – köztük a My Egyptian Lover-nek – részletei felhasználásra kerültek Gaga néhány promóciós videójában és korai fellépései során. Az énekesnő több számához remixet is készített, például a Just Dance-hez és a Poker Face-hez. Előbbi két számnak és a Beautiful, Dirty, Rich-nek videóklipjében vendégszerepelt is.
2009-ben Space Cowboy ismét együtt dolgozott Lady Gagával, ezúttal második, The Fame Monster című albuma kapcsán: társszerzőként részt vett Gaga és RedOne mellett a Monster és a So Happy I Could Die című dalok szövegének írásában.
2009 áprilisában felketült az internetre Space Cowboy egy új száma, a Falling Down, melyben Chelsea Korka is közreműködött. A dal producere RedOne volt. Ehhez a számhoz videóklip is készült. A dal elhangzott a G-Force: Rágcsávok című Walt Disney Pictures film egyik jelenetében, majd Space Cowboy új albumára, a Digital Rock Star-ra is felkerült.

## Diszkográfia

### Nagylemezek
- Across the Sky (2003)
- Big City Nights (2005)
- Digital Rock (2007)

Dallista
1. Intro
2. We Like To Party
3. Talking In Your Sleep
4. I Know What Girls Like
5. Music Is My Life
6. Raise The Roof
7. That's What Dreams Are Made Of
8. Waiting 4 U, Part 1
9. Running Away
10. Waiting 4 U, Part 2
11. Sometimes
12. Computer Games

- Digital Rock Star (2009)

Dallista
1. Just Play That Track (közreműködött Natalia Kills)
2. Falling Down (közreműködött Chelsea)
3. I Came 2 Party (közreműködött a Cinema Bizarre)
4. Boyfriends Hate Me
5. Devastated (közreműködött Chantelle Paige és Cherry Cherry Boom Boom)
6. Invisible
7. Party Like Animal (közreműködött Kee és Vistoso Bosses)
8. Talking In Your Sleep
9. I'ma Be Alright (Rent Money)
10. I Want You Back
11. My Egyptian Lover (közreműködött Nadia Oh)
12. Falling Down (remix Chelsea és az LMFAO közreműködésével)
13. Falling Down (Stereotypes Remix) (közreműködött a Far East Movement) (az iTunes-os verzión nem szerepel)
14. Never Again (iTunes bónuszdal)

### Középlemezek
- Falling Down Remix EP (2009)
- Electro Pioneers EP (2010)

### Kislemezek
- My Egyptian Lover  (közreműködött Nadia Oh)

### Remix munkái
- Ami Suzuki – Around the World (2005)
- Lady Gaga – Just Dance (2009)
- Lady Gaga – Poker Face (2009)
- Lady Gaga – LoveGame (2009)

### Videóklipjei
| Év   | Videó                                | Rendező(k) |
| ---- | ------------------------------------ | ---------- |
| 2009 | Falling Down (közreműködött Chelsea) | —          |

### Szereplései más előadók klipjeiben
| Év   | Videó                                                                       | Rendező(k)       |
| ---- | --------------------------------------------------------------------------- | ---------------- |
| 2008 | Just Dance (Lady Gaga száma Colby O’Donis közreműködésével)                 | Melina Matsoukas |
| 2008 | Beautiful, Dirty, Rich (Lady Gaga száma)                                    | Melina Matsoukas |
| 2008 | Poker Face (Lady Gaga száma)                                                | Ray Kay          |
| 2009 | I Came 2 Party (A Cinema Bizarre száma Space Cowboy közreműködésével)       | —                |
| 2009 | Patron Tequila (A The Paradiso Girls száma Eve és Lil Jon közreműködésével) | —                |

## Fordítás
- Ez a szócikk részben vagy egészben  a   Space Cowboy (musician) című angol Wikipédia-szócikk fordításán alapul.  Az eredeti cikk szerkesztőit annak laptörténete sorolja fel. Ez a jelzés csupán a megfogalmazás eredetét és a szerzői jogokat jelzi, nem szolgál a cikkben szereplő információk forrásmegjelöléseként.